# Лонате Чепино
Лонате Чепино (итал. Lonate Ceppino) је насеље у Италији у округу Варезе, региону Ломбардија.
Према процени из 2011. у насељу је живело 4406 становника. Насеље се налази на надморској висини од 287 м.

## Становништво
Према резултатима пописа становништва 2011. у општини је живело 4.860 становника.
| 1936. | 1951. | 1961. | 1971. | 1981. | 1991. | 2001. | 2011. |
| ----- | ----- | ----- | ----- | ----- | ----- | ----- | ----- |
| 1.750 | 1.946 | 2.624 | 3.361 | 3.393 | 3.663 | 4.068 | 4.860 |